# Acanthoscelio prolatus
Acanthoscelio prolatus är en stekelart som beskrevs av Dotseth och Johnson 2001. Acanthoscelio prolatus ingår i släktet Acanthoscelio och familjen Scelionidae. Inga underarter finns listade i Catalogue of Life.